# 蔗鼠
蔗鼠是单型科蔗鼠科（Thryonomyidae）下的2种较大型啮齿类动物的统称，分布于撒哈拉以南的非洲。身材肥短，尾较短，耳小，毛粗硬，褐色带有小斑点。体长35-60厘米。其肉可食。一般栖息于临水处。善于游泳，被追赶时窜入水里。以根、禾草及植物其它部分为食。对甘蔗造成很大的损害。每窝产2-4仔，幼仔生下就有毛，睁眼。當地人有捕捉蔗鼠為食。
- 草原蔗鼠（Thryonomys gregorianus）
- 南撒哈拉蔗鼠（Thryonomys swinderianus）

## 外部連結
- BBC article on "grasscutter" rearing in Ghana （页面存档备份，存于）

1. ↑  Gruber, Karl. . BBC. 2015-12-07  [2021-08-14]. （原始内容存档于2021-12-10） （英语）.